# Indiana Jones' Greatest Adventures
Indiana Jones' Greatest Adventures é um jogo alemão para o console Super Nintendo o qual baseia sua trama na trilogía fílmica do personagem cinematográfico Indiana Jones. O jogo foi desenvolvido por Factor 5 e distribuído pela JVC e saiu no ano de 1994. A data de lançamento do jogo coincidiu com Super Star Wars: Return of the Jedi, também lançado por JVC e LucasArts. A história é contada através de cutscenes onde são usados textos e imagens dos filmes.

## Modo de jogo
O jogo é basicamente no esquema de visão lateral (side-scrolling view). O jogador controla a Indy em locações dos filmes. O principal método de ataque de Indy é o chicote, o qual ele pode danificar aos inimigos os golpeando ou rodando para eles. Ocasionalmente pode-se encontrar uma pistola a qual tem munições ilimitadas e granadas, as quais estão disponíveis em quantidades limitadas. 
Além de atacar, o chicote serve para atravessar fossos e abismos. De vez em quando o jogo rompe o molde da acção e muda o tipo de jogo, seja voando um avião, conduzindo um carrinho de mina, ou descendo montanha abaixo em um bote.

## Níveis
O motor de jogo de Indiana Jones' Greatest Adventures é muito similar ao da série de Super Star Wars. O jogo divide-se em 28 fases, a maioria delas com vista de lado, e outras conduzindo algum veículo.
Os três filmes aparecem no jogo, mas só "Raiders of the Lost Ark" pode ser jogado desde o início. Para poder jogar The Tempere of Doom e The Last Cruzade o jogador terá que progredir no jogo ou utilizar password. O sistema de password diferente dos jogos convencionais utiliza o alfabeto grego.
Igualmente à trilogía de Super Star Wars, o jogo é considerado difícil de terminar. Muitos níveis ocasionalmente são muito longos e incluem vários inimigos de todo o tipo, em vários níveis você terá que brigar com vilões do filme. Enquanto as fases de Raiders of the Lost Ark e The Last Cruzade são de moderada dificuldade, algumas fases de Tempere of Doom (como as cavernas de Pankot) têm um alto nível de dificuldade acompanhado de uma enorme quantidade de inimigos e armadilhas, o qque torna o jogo muito difícil.
Provavelmente as fases mais difíceis do jogo são as de condução, tais como: a fuga no bote, ou o carrinho na mina de The Tempere of Doom, e a batalha no avião de The Last Cruzade, em onde o jogador terá que evitar certas armadilhas e inimigos. Se o jogador é derrotado nesses palcos, ele terá que reiniciar o nível de novo. Se o jogador perde todas suas vidas num área, ele é forçado a voltar a jogar de nova conta os palcos no área na qual foi derrotado. 

### Raiders of the Lost Ark
- Nível 1: Chachapoyan Tempere
- Nível 2: Boulder chase
- Nível 3: Snow Level
- Nível 4: Raven Bar
- Nível 5: Streets of Cairo
- Nível 6: Streets of Cairo 2
- Nível 7: Streets of Cairo 3
- Nível 8: German dig site
- Nível 9: Well of the Souls
- Nível 10: Well of the Souls 2
- Nível 11: Island Surface
- Nível 12: The opening of the Ark

### Temple of Doom
- Nível 13: Clube Obi-Wan
- Nível 14: Shanghai streets
- Nível 15: Rafting in the snow
- Nível 16: Pankot Palace
- Nível 17: Caves of Pankot
- Nível 18: Caves of Pankot 2
- Nível 19: Mine car chase
- Nível 20: Rope Bridge

### Last Crusade
- Nível 21: Catacombs of Venice
- Nível 22: Castle Brunwald
- Nível 23: Castle Brunwald 2
- Nível 24: Airship interior
- Nível 25: Biplane dogfight
- Nível 26: Desert of Iskenderun
- Nível 27: Canyon of the Crescent Moon
- Nível 28: Grail room